# Welcome to Sweden (komediserie)
Welcome to Sweden (Svensk originaltitel: Välkommen till Sverige) är en svensk komediserie på engelska och svenska skapad av Greg Poehler. TV-serien hade premiär på TV4 under våren 2014 och visades på NBC i USA sommaren 2014. Serien baseras på Poehlers egna erfarenheter och liv då han som jurist lämnar USA tillsammans med sin flickvän till hennes hemland Sverige år 2006. I serien blir Greg Poehlers rollfigur, amerikanen och revisorn Bruce, kär i Emma från Sverige som spelas av Josephine Bornebusch. Bruce bestämmer sig för att tillsammans med Emma flytta till Sverige. Lena Olin och Claes Månsson gör rollerna som Emmas föräldrar. 

## Bakgrund
Serien är skapad av Greg Poehler och baseras på hans eget liv. Manuset är skrivet av Greg Poehler, Niclas Carlsson, Josephine Bornebusch och Peter Arrhenius. Regin görs av Calle Åstrand. Inspelningarna började 13 maj 2013. Gästskådespelare i serien är bland annat Gene Simmons, Will Ferrell, Aubrey Plaza, Neve Campbell, Jack Black, Jason Priestley, Patrick Duffy och Amy Poehler.

## Sändning och mottagande
Serien har även sänts i USA på TV-nätverket NBC, med premiär 10 juli 2014 En andra säsong hade premiär 1 april 2015 i Sverige och 19 juli i USA. Dock hade säsongstarten tappat mycket av tittarsiffrorna i USA. Andra säsongen blev den sista, då tittarsiffrorna var för dåliga.

## Avsnitt

### Säsong 1
| Nr | Nr | Titel                          | Regissör     | Författare                                        | Sändes i Sverige | Sändes i USA                    | Tittarsiffror i Sverige |
| --- | -- | ------------------------------ | ------------ | ------------------------------------------------- | ---------------- | ------------------------------- | ----------------------- |
| 1 | 1  | "Day One" "Välkommen"          | Carl Åstrand | Greg Poehler Josephine Bornebusch Niclas Carlsson | 21 mars 2014     | 10 juli 2014                    | 1 681 000               |
| Bruce lämnar sitt jobb i USA och flyttar till Sverige med sin svenska flickvän där han får träffa hennes familj och lära sig svenskarnas vanor. |    |                                |              |                                                   |                  |                                 |                         |
| 2 | 2  | "Learn the Language" "Språket" | Carl Åstrand | Greg Poehler Josephine Bornebusch Niclas Carlsson | 28 mars 2014     | 17 juli 2014                    | 1 485 000               |
| Bruce börjar anpassa sig till svenskarna och börjar plugga svenska. Han träffar en gammal klient och får en ny vän. Bruce och Emma har svårt att få tid med vandra. Gästskådespelare: Will Ferrell                                                              |    |                                |              |                                                   |                  |                                 |                         |
| 3 | 3  | "Proving Love" "Lägenhet"      | Carl Åstrand | Greg Poehler Josephine Bornebusch Niclas Carlsson | 4 april 2014     | 24 juli 2014                    | 1 515 000               |
| Bruce skaffar en egen lägenhet i Stockholm med Emma. De båda blir inbokade till ett möte hos Migrationsverket. Emma tror att en av Bruces gamla klienter är efter honom. Gästskådespelare: Aubrey Plaza                                                         |    |                                |              |                                                   |                  |                                 |                         |
| 4 | 4  | "Get a Job" "Farthinder"       | Carl Åstrand | Greg Poehler Josephine Bornebusch Niclas Carlsson | 11 april 2014    | 31 juli 2014                    | 1 200 000               |
| Bruce börjar söka ett nytt jobb och hans tidigare klient, Gene Simmons får veta att Bruce flyttat till Stockholm. |    |                                |              |                                                   |                  |                                 |                         |
| 5 | 5  | "Fitting In" "Vänner"          | Carl Åstrand | Greg Poehler Josephine Bornebusch Niclas Carlsson | 18 april 2014    | 7 augusti 2014                  | 939 000                 |
| Bruce försöker få en ny vän men får problem med sin gamla Irakiska vän istället. Bruce börjar umgås med Viveka för att få henne att acceptera honom och Emma.                                                                                                   |    |                                |              |                                                   |                  |                                 |                         |
| 6 | 6  | "Parents!" "Föräldrar"         | Carl Åstrand | Greg Poehler Josephine Bornebusch Niclas Carlsson | 25 april 2014    | 14 augusti 2014                 | 1 372 000               |
| Bruce får besök av sina föräldrar (Patrick Duffy och Illeana Douglas) som blir chockad över livet som svenskarna har. Emma är gravid och berättar det för Bruce.                                                                                                |    |                                |              |                                                   |                  |                                 |                         |
| 7 | 7  | "Homesick" "Lagom"             | Carl Åstrand | Greg Poehler Josephine Bornebusch Niclas Carlsson | 2 maj 2014       | 21 augusti 2014                 | 1 347 000               |
| Bruce blir erbjuden av Amy Poehler att åka tillbaka till New York och fått sitt gamla jobb men då de inte lyckas tar hon hjälp av Aubrey Plaza som förföljer honom för att få honom att komma tillbaka. Bruce börjar anlita svenska kändisar som sina klienter. |    |                                |              |                                                   |                  |                                 |                         |
| 8 | 8  | "Breakups" "Förhållanden"      | Carl Åstrand | Greg Poehler Josephine Bornebusch Niclas Carlsson | 7 maj 2014       | 27 augusti 2014 (endast online) | 711 000                 |
| En familjeangelägenhet stoppar Bruces och Emmas planer på att flytta tillbaka till USA. Bengt tar hjälp av Bruce med att dejta kvinnor. Emma träffar sin gamla pojkvän.                                                                                         |    |                                |              |                                                   |                  |                                 |                         |
| 9 | 9  | "Separate Lives, Part 1"       | Carl Åstrand | Greg Poehler Josephine Bornebusch Niclas Carlsson | 14 maj 2014      | 28 augusti 2014                 | 693 000                 |
| Bruce har kommit tillbaka till New York och hjälper Amy Poehler med sina ekonomiska problem. Emma försöker få sin gamla pojkvän att flytta ifrån hennes lägenhet. Viveka vill känna sig ungdomlig och går och festar med sin dotter.                            |    |                                |              |                                                   |                  |                                 |                         |
| 10 | 10 | "Separate Lives, Part 2"       | Carl Åstrand | Greg Poehler Josephine Bornebusch Niclas Carlsson | 14 maj 2014      | 28 augusti 2014                 | 764 000                 |
| Bruce inser att han blivit lurad av Aubrey Plaza. Emma och Gustav vill återförena sina föräldrar igen. Bruce tänker åka tillbaka till Sverige men får problem att ta sig till Sverige.                                                                          |    |                                |              |                                                   |                  |                                 |                         |

### Säsong 2
| Nr | Nr | Titel                             | Regissör     | Författare                                        | Sändes i Sverige | Sändes i USA   | Tittarsiffror i Sverige |
| --- | -- | --------------------------------- | ------------ | ------------------------------------------------- | ---------------- | -------------- | ----------------------- |
| 1 | 11 | "Frieriet Flash Mob"              | Carl Åstrand | Greg Poehler Josephine Bornebusch Niclas Carlsson | 1 april 2015     | 19 juli 2015   | 722 000                 |
| Bruce vill fria till Emma men innan dess vill han få godkänt av hennes föräldrar som säger nej. En dålig bild på Emma sprids på sociala mediat och Gustav ska flytta hemifrån. |    |                                   |              |                                                   |                  |                |                         |
| 2 | 12 | "Ljuden Searching for Bergman"    | Carl Åstrand | Greg Poehler Josephine Bornebusch Niclas Carlsson | 8 april 2015     | 19 juli 2015   | 654 000                 |
| Bruce börjar hjälpa kändisar med att visa upp Stockholm. En av dem är intresserad av Ingmar Bergman som Bruce inte kan något om. Emma gillar inte nya chefen.                  |    |                                   |              |                                                   |                  |                |                         |
| 3 | 13 | "Skidresa Scrapbook"              | Carl Åstrand | Greg Poehler Josephine Bornebusch Niclas Carlsson | 15 april 2015    | 26 juli 2015   | 725 000                 |
| Familjen åker till Hammarbybacken där Emma skryter över att hon vunnit över Anja Pärson en gång. Gustav letar efter lägenhet.                                                  |    |                                   |              |                                                   |                  |                |                         |
| 4 | 14 | "Svartsjuk Parental Guidance"     | Carl Åstrand | Greg Poehler Josephine Bornebusch Niclas Carlsson | 22 april 2015    | 26 juli 2015   | 677 000                 |
| Bruce familj har kommit över för att förbereda bröllopet och de vill att han ska gifta sig i USA. Birger vill inte sälja sitt sommarhus men Wayne vill köpa det.               |    |                                   |              |                                                   |                  |                |                         |
| 5 | 15 | "Jag Älskar Dig American Club"    | Carl Åstrand | Greg Poehler Josephine Bornebusch Niclas Carlsson | 29 april 2015    | 2 augusti 2015 | 683 000                 |
| Bruce får en vän men som utnyttjar honom för egen vinning. Gustav börjar leva så billigt att han kan genom låna kläder från affärer och äta hotellfrukostar.                   |    |                                   |              |                                                   |                  |                |                         |
| 6 | 16 | "Svensexa Swedish Bachelor Party" | Carl Åstrand | Greg Poehler Josephine Bornebusch Niclas Carlsson | 13 maj 2015      | 2 augusti 2015 |                         |
| Bruce har sin svensexa och Emma sin möhippa. Bruce gillar inte hur svenskarnas svensexa är och Emma råkar berätta en hemlighet.                                                |    |                                   |              |                                                   |                  |                |                         |
| 7 | 17 | "Avsnitt 7"                       | Carl Åstrand | Greg Poehler Josephine Bornebusch Niclas Carlsson | 20 maj 2015      |                |                         |
| Bruce börjar träna ett barnlag i Basket och han får problem med språket. Emma mår dåligt efter möhippan och Olof ger igen på henne. Birger kanske blir av med sin snickarbod.  |    |                                   |              |                                                   |                  |                |                         |
| 8 | 18 | "Avsnitt 8"                       | Carl Åstrand | Greg Poehler Josephine Bornebusch Niclas Carlsson | 27 maj 2015      |                |                         |
| Bruce får i uppdrag att skaffa marijuana till en världsstjärna i Sverige. Emma går på en avstressningskurs. Gustav förfalskar sitt CV för att få ett jobb.                     |    |                                   |              |                                                   |                  |                |                         |